# Борки (Зубцовское сельское поселение, у д. Выгодово)
Борки — деревня в Зубцовском районе Тверской области, входит в состав Зубцовского сельского поселения. До 2005 года деревня являлась центром Борковского сельского округа.

## География
Деревня расположена близ берега реки Волги в 12 км на северо-восток от города Зубцов.

## История
В 1765 году в селе Казанские Борки была построена каменная Казанская церковь с 2 престолами. В XVIII веке Борки - усадьба дворян Озеровых.
В конце XIX — начале XX века село входило в состав Бубновской волости Зубцовского уезда Тверской губернии.
С 1929 года деревня являлась центром Борковского сельсовета Зубцовского района Ржевского округа Западной области, с 1935 года — в составе Калининской области, в 1994 года — центр Борковского сельского округа, с 2005 года — в составе Зубцовского сельского поселения.
В годы Советской власти в деревне размещалась центральная усадьба колхоза «Путь Ильича».

## Население
| 1859 | 1997 | 2002 | 2010 |
| ---- | ---- | ---- | ---- |
| 61   | ↗366 | ↘333 | ↗343 |

## Инфраструктура
В деревне имеются Никольская основная общеобразовательная школа, дом культуры, фельдшерско-акушерский пункт, отделение почтовой связи.

## Достопримечательности
Сохранился усадебный комплекс дворян Озеровых: главный дом, 3 флигеля, конюшня, остатки регулярного парка, грот и могила русского драматурга В.А. Озерова (1769-1816).